# Arcidiocesi di Cotonou
L'arcidiocesi di Cotonou (in latino Archidioecesis Cotonuensis) è una sede metropolitana della Chiesa cattolica in Benin. Nel 2023 contava 1.066.618 battezzati su 2.522.153 abitanti. È retta dall'arcivescovo Roger Houngbédji, O.P.

## Territorio
L'arcidiocesi comprende i dipartimenti di Atlantico e Litorale in Benin.
Sede arcivescovile è la città di Cotonou, dove si trova la cattedrale di Nostra Signora della Misericordia.
Il territorio è suddiviso in 116 parrocchie.

## Storia
La prefettura apostolica del Dahomey fu eretta il 26 giugno 1883, ricavandone il territorio dal vicariato apostolico della Costa di Benin (oggi arcidiocesi di Lagos).
Dopo aver ceduto il territorio per l'erezione della prefettura apostolica del Togo (oggi arcidiocesi di Lomé) il 12 aprile 1892, la prefettura apostolica viene elevata a vicariato apostolico il 25 maggio 1901 con il breve Apostolatus supremi di papa Leone XIII.
Un'altra cessione di territorio il 28 aprile 1942 contribuì alla nascita della prefettura apostolica di Niamey (oggi arcidiocesi di Niamey) e fu seguita dal cambio della denominazione in vicariato apostolico di Ouidah il 13 maggio 1948.
Il 5 aprile 1954 cedette una porzione del suo territorio a vantaggio dell'erezione del vicariato apostolico di Porto-Novo (oggi diocesi di Porto-Novo).
Il 14 settembre 1955 per effetto della bolla Dum tantis di papa Pio XII il vicariato apostolico è stato elevato al rango di arcidiocesi metropolitana e ha assunto il nome attuale.
Il 5 aprile 1963 e l'11 marzo 1968 ha ceduto altre porzioni di territorio rispettivamente alle nuove diocesi di Abomey e di Lokossa.
Il 20 novembre 2011 la capitale economica del Benin fu la tappa conclusiva del viaggio apostolico di Benedetto XVI, che officiò la celebrazione eucaristica alla quale parteciparono 300.000 fedeli e oltre 200 vescovi.

## Cronotassi dei vescovi
Si omettono i periodi di sede vacante non superiori ai 2 anni o non storicamente accertati.
- Ernest-Marie Ménager, S.M.A. † (1883 - gennaio 1888 dimesso)[2]
- Joseph Lecron, S.M.A. † (1888 - 22 giugno 1895 deceduto)[3]
- Hyacinthe Bricet, S.M.A. † (1895 - 1900 dimesso)[4]
- Louis-Auguste Dartois, S.M.A. † (25 maggio 1901 - 3 agosto 1905 deceduto)
- François Steinmetz, S.M.A. † (20 maggio 1906 - 12 novembre 1934 dimesso)
- Louis Parisot, S.M.A. † (11 marzo 1935 - 14 gennaio 1960 dimesso[5])
- Bernardin Gantin † (5 gennaio 1960 - 28 giugno 1971 dimesso)
- Christophe Adimou † (28 giugno 1971 - 27 dicembre 1990 ritirato)
- Isidore de Souza † (27 dicembre 1990 succeduto - 13 marzo 1999 deceduto)
- Nestor Assogba † (29 ottobre 1999 - 5 marzo 2005 ritirato)
- Marcel Honorat Léon Agboton † (5 marzo 2005 - 21 agosto 2010 dimesso)
- Antoine Ganyé (21 agosto 2010 - 25 giugno 2016 ritirato)[6]
- Roger Houngbédji, O.P., dal 25 giugno 2016

## Statistiche
L'arcidiocesi nel 2023 su una popolazione di 2.522.153 persone contava 1.066.618 battezzati, corrispondenti al 42,3% del totale.
| anno | popolazione | popolazione | popolazione | presbiteri | presbiteri | presbiteri | presbiteri                | diaconi | religiosi | religiosi | parrocchie |
| anno | battezzati  | totale      | %           | numero     | secolari   | regolari   | battezzati per presbitero | diaconi | uomini    | donne     | parrocchie |
| ---- | ----------- | ----------- | ----------- | ---------- | ---------- | ---------- | ------------------------- | ------- | --------- | --------- | ---------- |
| 1949 | 104.931     | 947.404     | 11,1        | 58         | 58         |            | 1.809                     |         | 1         | 117       | 23         |
| 1970 | 126.435     | 424.333     | 29,8        | 52         | 30         | 22         | 2.431                     |         | 22        | 140       | 17         |
| 1980 | 206.987     | 657.000     | 31,5        | 31         | 15         | 16         | 6.677                     |         | 19        | 195       | 23         |
| 1990 | 310.780     | 1.179.121   | 26,4        | 79         | 40         | 39         | 3.933                     |         | 51        | 149       | 30         |
| 1999 | 438.674     | 1.222.222   | 35,9        | 118        | 66         | 52         | 3.717                     |         | 88        | 269       | 35         |
| 2000 | 504.503     | 1.411.680   | 35,7        | 110        | 58         | 52         | 4.586                     |         | 106       | 280       | 37         |
| 2001 | 507.876     | 1.469.801   | 34,6        | 113        | 60         | 53         | 4.494                     |         | 88        | 275       | 37         |
| 2002 | 531.934     | 1.557.147   | 34,2        | 136        | 83         | 53         | 3.911                     |         | 139       | 338       | 39         |
| 2003 | 580.442     | 1.640.916   | 35,4        | 136        | 93         | 43         | 4.267                     |         | 124       | 351       | 39         |
| 2004 | 618.717     | 1.826.226   | 33,9        | 145        | 95         | 50         | 4.267                     |         | 118       | 376       | 40         |
| 2006 | 654.000     | 1.930.000   | 33,9        | 173        | 111        | 62         | 3.780                     |         | 163       | 404       | 42         |
| 2010 | 680.326     | 2.168.000   | 31,4        | 256        | 191        | 65         | 2.657                     |         | 175       | 463       | 63         |
| 2013 | 749.179     | 2.390.000   | 31,3        | 271        | 202        | 69         | 2.764                     |         | 136       | 502       | 87         |
| 2016 | 802.000     | 2.082.000   | 38,5        | 326        | 267        | 59         | 2.460                     |         | 189       | 500       | 102        |
| 2019 | 890.450     | 2.098.600   | 42,4        | 412        | 317        | 95         | 2.161                     |         | 233       | 530       | 109        |
| 2021 | 920.997     | 2.160.650   | 42,6        | 441        | 354        | 87         | 2.088                     |         | 241       | 550       | 111        |
| 2023 | 1.066.618   | 2.522.153   | 42,3        | 477        | 385        | 92         | 2.236                     |         | 229       | 624       | 116        |